# 外婆 (小說)
《外婆》（英語：Gramma）是一部由史蒂芬·金於1984年在《異書雜誌》上所連載的短篇小說，並於1985年收錄在短篇小說集《史蒂芬·金的故事販賣機》內，哈蘭·艾里森曾將此故事改編成電視劇單元，收錄在1986年版的《陰陽魔界》內。此故事的設定取材於克蘇魯神話。

## 故事簡介
喬治的媽媽要到醫院照顧哥哥，留下只有十一歲的喬治在家中照顧長期卧床的外婆。喬治從小就很怕外婆，因為外婆不時會「惡咒」發作，像發了瘋一樣大吵大鬧，而且年青時有一段神秘又邪惡的經歴。在深夜的時候，外婆死了，只是外婆變成魔鬼一樣攻擊喬治，喬治致電阿姨求助，阿姨叫喬治以邪神哈斯塔的名吩咐外婆躺下，喬治跟著做，才得以逃過外婆的魔掌。